# Brabeți (okręg Ardżesz)
Brabeți – wieś w Rumunii, w okręgu Ardżesz, w gminie Bârla. W 2011 roku liczyła 137 mieszkańców.